# Lanchonete

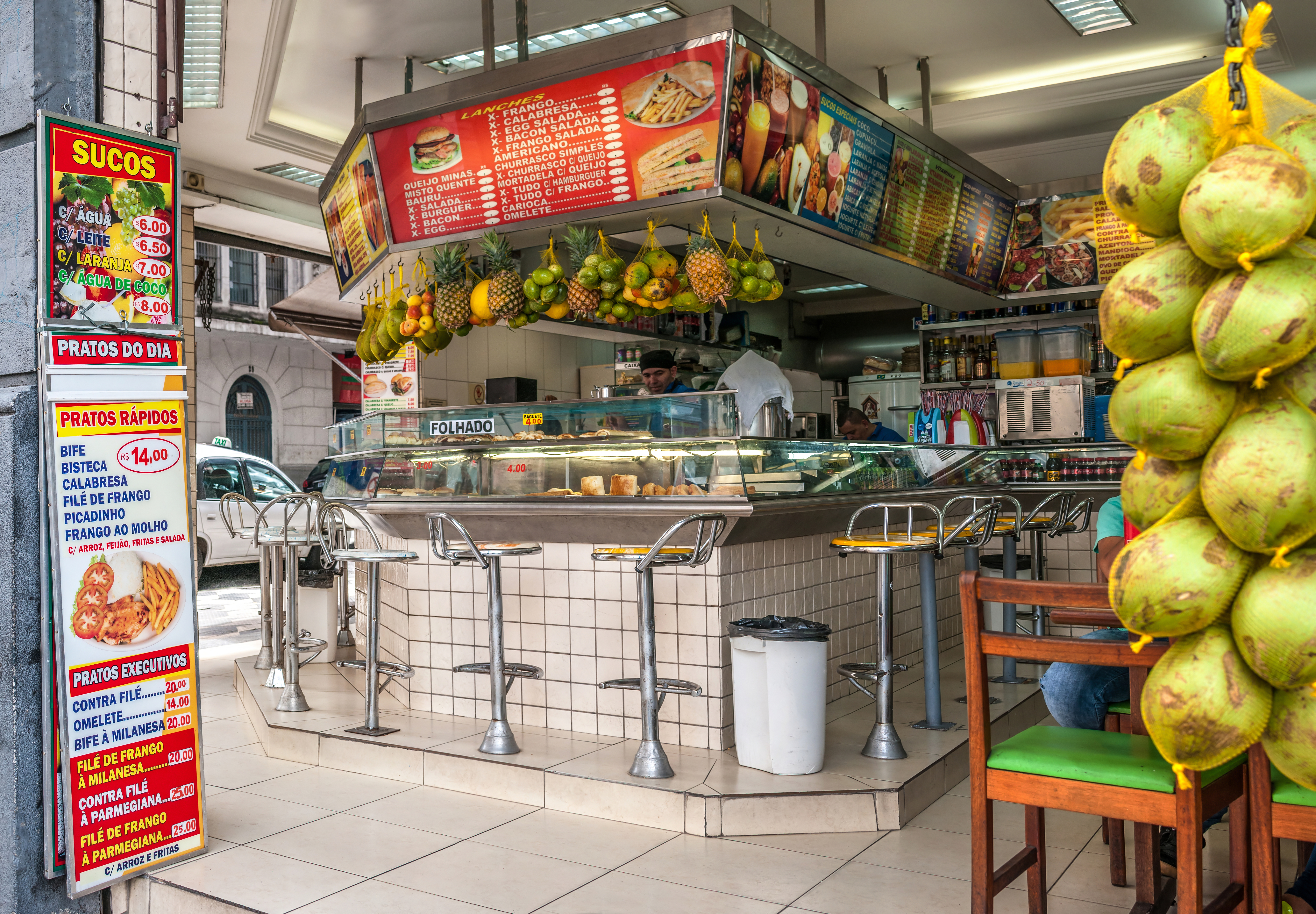
Lanchonete na frente da Praça da Sé, em São Paulo

Lanchonete (português brasileiro) ou pastelaria (português europeu) ou, ainda, o estrangeirismo snack-bar é um estabelecimento comercial popular especializado em pequenas refeições rápidas, lanches e sanduíches mesmo fora do horário normal das refeições. Na Região Sul do Brasil, é comum se dizer lancheria para se referir a lanchonetes.